# Karlheinz Brandenburg
Karlheinz Brandenburg (20 de junho de 1954) é um pesquisador alemão, conhecido por ser o "precursor" do MP3.
Em 1989 apresentou sua tese de doutorado sobre o algoritmo OCF OCF (“Optimum Coding in the Frequency Domain”), que possuia várias características do que viria a ser o MP3.

## Prêmios
2001 German Internet Award NEO
2003 Prêmio por suas publicações da Sociedade de Engenharia de Áudio
2004 SPUTNIK Innovator Award
2004 IEEE Masaru Ibuka Consumer Electronics Award